# سیارک ۱۹۷۶۹
سیارک ۱۹۷۶۹ (به انگلیسی: 19769 Dolyniuk، نامگذاری:2000OP18) نوزده هزار و هفتصد و شصت و نهمین سیارک کشف شده‌است که در ۲۳ ژوئیه ۲۰۰۰ کشف شد.
قدر مطلق سیارک برابر ۱۹.۵ است.